# The Sun
The Sun jsou bulvární noviny vycházející šest dní v týdnu ve Spojeném království a Irsku. Deník byl založen v roce 1964, v roce 1969 noviny koupilo vydavatelství News UK vlastněné společností News Corp australského miliardáře Ruperta Murdocha, které prosadilo posun novin směrem k bulváru.
Šlo o nejprodávanější noviny ve Spojeném království, ale v roce 2013 se propadly na druhé místo za Daily Mail. V březnu 2014 dosáhly prodeje výši 2,2 milionu výtisků. Zhruba 41 % čtenářů tvoří ženy a 59 % muži. The Sun byl během své existence zapleten do mnoha kontroverzí. Regionální mutace vychází ve Skotsku, Severním Irsku a Irsku.
V roce 2012 začal vycházet nedělník The Sun on Sunday, který nahradil ukončený nedělník News of the World.